# Гервиг, Грета
Гре́та Селе́ста Гёрвиг (англ. Greta Celeste Gerwig; род. 4 августа 1983, Сакраменто, Калифорния, США) — американская актриса, сценаристка, режиссёр и продюсер. Первыми успехами Гервиг в качестве режиссёра и актрисы стали несколько фильмов в жанре мамблкор. С тех пор она перешла от карьеры актрисы и соавтора независимых фильмов к режиссуре фильмов крупных студий. В 2018 году Гервиг вошла в ежегодный список 100 самых влиятельных людей мира по версии журнала «Time».
Гервиг начала карьеру с совместных работ с Джо Сванбергом над такими фильмами, как «Ханна берёт высоту» (2007) и «Ночи и выходные» (2008).  Затем Гервиг поработала со своим партнёром Ноа Баумбахом над серией успешных фильмов, в том числе «Гринберг» (2010) и «Милая Фрэнсис» (2012), за последний она получила номинацию на премию «Золотой глобус». Другими совместными работами стали «Госпожа Америка» (2015) и «Белый шум» (2022). За это время она также снялась в таких фильмах, как «Девушки в опасности» от Уита Стиллмана (2011), «Римские приключения» от Вуди Аллена (2012), «План Мэгги» от Ребекки Миллер (2015), «Джеки» от Пабло Ларраина (2016), «Женщины XX века» от Майка Миллса (2016) и «Остров собак» от Уэса Андерсона (2018).
В качестве самостоятельного кинематографиста Гервиг выступила режиссёром и сценаристом фильмов о взрослении «Леди Бёрд» (2017) и «Маленькие женщины» (2019), оба из которых были номинированы на премию «Оскар» в номинации «Лучший фильм». За «Леди Бёрд» Гервиг получила личные номинации на «Оскар» за лучшую режиссуру и лучший оригинальный сценарий, а за «Маленьких женщин» — за лучший адаптированный сценарий. Фантастическая комедия «Барби» (2023), сценарий к которой она написала в соавторстве с Баумбахом, стала первым фильмом сольной женщины-режиссёра, собравшим во всём мире более $1 млрд, и принёс ей ещё одну номинацию на премию «Оскар» за лучший адаптированный сценарий.

## Биография
Гервиг родилась в Сакраменто, штат Калифорния, и окончила Барнард-колледж в 2006 году. Тогда же она получила незначительную роль в низкобюджетном фильме «ЛОЛ», после чего несколько последующих лет привлекала внимание критиков своими работами в независимых комедийных фильмах. В 2010 году она снялась в фильме режиссёра Ноа Баумбаха «Гринберг», за что получила номинацию на премию «Независимый дух» за лучшую женскую роль.
В 2011 году Гервиг дебютировала в комедии «Больше чем секс», которая стала её первой работой в независимом кинематографе. В том же году снялась в фильме «Артур. Идеальный миллионер», ремейке одноимённого фильма 1981 года. В 2012 году появилась в неудачном пилоте The Corrections для HBO, а также в фильме Вуди Аллена «Римские приключения». Наиболее успешным проектом в карьере Гервиг стал фильм «Милая Фрэнсис», за роль в котором она получила похвалу от критиков и номинацию на премию «Золотой глобус» за лучшую женскую роль — комедия или мюзикл. В 2014 году вошла в состав жюри 64-го Берлинского кинофестиваля.
В 2017 году её полнометражный самостоятельный режиссёрский дебют «Леди Бёрд» с Сиршей Ронан в заглавной роли установил рекорд на сайте Rotten Tomatoes. Подростковая драма о взрослении героини в Сакраменто не получила ни одной отрицательной рецензии ни от критиков, ни от зрителей. Этот фильм принёс Гервиг номинации на премии «Золотой глобус» и BAFTA за лучший сценарий. Также за этот фильм была номинирована на две премии «Оскар» в категориях «Лучшая режиссёрская работа» и «Лучший оригинальный сценарий». Стала пятой женщиной, когда-либо номинированной на «Оскар» за режиссуру.
В июне 2018 года стало известно, что Гервиг станет режиссёром новой экранизации романа Луизы Мэй Олкотт «Маленькие женщины», сценарий к которому она написала ранее. Фильм вышел на экраны в декабре 2019 года и получил признание критиков. На 92-й церемонии вручения премии «Оскар» фильм получил шесть номинаций, в том числе в категории «Лучший адаптированный сценарий», но победил только в номинации за «Лучший дизайн костюмов».
Гервиг исполнила одну из главных ролей вместе с Адамом Драйвером в фильме Ноа Баумбаха «Белый шум», снятом по одноимённому роману Дона Делилло. Фильм откроет 79-й Венецианский кинофестиваль и 60-й Нью-Йоркский кинофестиваль. Гервиг также является соавтором сценария и режиссёром фильма Warner Bros. «Барби» с Марго Робби в главной роли, съёмки которого закончились в 2022 году, а премьера прошла 21 июля 2023 года. В фильме также снимаются Райан Гослинг (в роли Кена), Уилл Феррелл, Эмма Маки и Майкл Сера. В ноябре 2021 года стало известно, что Гервиг работала над сценарием к предстоящему фильму Disney «Белоснежка».
В июле 2023 года стало известно, что Гервиг выступит режиссёром и сценаристом двух фильмов по «Хроникам Нарнии».
Гервиг стала председателем жюри Каннского кинофестиваля 2024 года.

## Личная жизнь
С 2011 года Гервиг состоит в отношениях с режиссёром и сценаристом Ноа Баумбахом. В 2019 году она родила сына Гарольда Ральфа Гервига Баумбаха. Весной 2023 года родился второй сын. В декабре 2023 года пара поженилась в мэрии Нью-Йорка.

## Фильмография
| Год  | Название на русском                                      | Название на английском                   | Роль                       | Примечания |
| ---- | -------------------------------------------------------- | ---------------------------------------- | -------------------------- | --- |
| 2006 | ЛОЛ                                                      | LOL                                      | Грета                      | |
| 2007 | Ханна берет высоту                                       | Hannah Takes the Stairs                  | Ханна                      | Также сценарист |
| 2008 | Пакетоголовый                                            | Baghead                                  | Мишель                     | |
| 2008 | Возбуждение                                              | Yeast                                    | Джен                       | |
| 2008 | Ночи и выходные                                          | Nights and Weekends                      | Мэтти                      | Также сценарист, режиссёр и продюсер |
| 2008 | Быстрые ноги, мягкие руки                                | Quick Feet, Soft Hands                   | Лиза                       | Короткометражный фильм |
| 2008 | Я думал, что ты наконец-то окончательно рассталась с ним | I Thought You Finally Completely Lost It | Грета                      | |
| 2009 | Ты не будешь скучать по мне                              | You Wont Miss Me                         | Бриджет                    | |
| 2009 | Дом дьявола                                              | The House of the Devil                   | Меган                      | |
| 2009 | Приключение жительницы Нью-Йорка                         | Une aventure New-Yorkaise                | Тамера                     | Телефильм |
| 2009 | Генеалогическое древо                                    | Family Tree                              |                            | Короткометражный фильм |
| 2010 | Гринберг                                                 | Greenberg                                | Флоренс Марр               | Номинация — Премия «Независимый дух» за лучшую женскую роль Номинация — Премия Общества кинокритиков Детройта за лучшую женскую роль второго плана Номинация — Премия Общества кинокритиков Детройта за прорыв года Номинация — Премия «Готэм» за лучший актёрский прорыв |
| 2010 | Арт-хаус                                                 | Art House                                | Нора Ор                    | |
| 2010 | Северный комфорт                                         | Northern Comfort                         | Кассандра                  | Также сценарист |
| 2011 | Больше чем секс                                          | No Strings Attached                      | Патрис                     | |
| 2011 | Блюдо и ложка                                            | The Dish & the Spoon                     | Роуз                       | Также сценарист |
| 2011 | Артур. Идеальный миллионер                               | Arthur                                   | Наоми Куинн                | |
| 2011 | Девушки в опасности                                      | Damsels in Distress                      | Вайолет Уистер             | Премия Дублинского международного кинофестиваля «Jameson» за лучшую женскую роль Номинация — Премия Общества кинокритиков Детройта за лучшую женскую роль |
| 2012 | Римские приключения                                      | To Rome with Love                        | Салли                      | |
| 2012 | Давай, до свидания!                                      | Lola Versus                              | Лола                       | |
| 2012 | Поправки                                                 | The Corrections                          |                            | Пилот |
| 2012 | Милая Фрэнсис                                            | Frances Ha                               | Фрэнсис                    | Также сценарист Номинация — Премия «Золотой глобус» за лучшую женскую роль — комедия или мюзикл Номинация — Премия Лондонского кружка кинокритиков за лучшую женскую роль Номинация — Премия Ассоциации кинокритиков Торонто за лучшую женскую роль Номинация — Премия «Выбор критиков» за лучшую женскую роль в комедии Номинация — Премия Ассоциации кинокритиков Огайо за лучшую женскую роль                                                                                  |
| 2014 | Эдем                                                     | Eden                                     | Джулия                     | |
| 2014 | Унижение                                                 | The Humbling                             | Пигин Майк Стэплфорд       | |
| 2015 | Госпожа Америка                                          | Mistress America                         | Брук                       | Также сценарист |
| 2015 | План Мэгги                                               | Maggie’s Plan                            | Мэгги                      | |
| 2016 | Такса                                                    | Wiener-Dog                               | Dawn Wiener                | |
| 2016 | Джеки                                                    | Jackie                                   | Нэнси Такерман             | |
| 2016 | Женщины XX века                                          | 20th Century Women                       | Эбигейл «Эбби» Портер      | |
| 2017 | Леди Бёрд                                                | Lady Bird                                | N/A                        | Режиссёр и сценарист Премия Национального совета кинокритиков США лучшему режиссёру Премия «Независимый дух» за лучший сценарий Номинация — Премия «Оскар» за лучшую режиссуру Номинация — Премия «Оскар» за лучший оригинальный сценарий Номинация — Премия BAFTA за лучший оригинальный сценарий Номинация — Премия «Золотой глобус» за лучший сценарий Номинация — Премия «Спутник» за лучшую режиссёрскую работу Номинация — Премия «Спутник» за лучший оригинальный сценарий |
| 2018 | Остров собак                                             | Isle of Dogs                             | Трейси Уокер (озвучивание) | |
| 2019 | Маленькие женщины                                        | Little Women                             | N/A                        | Режиссёр и сценарист |
| 2022 | Белый шум                                                | White Noise                              | Бабетта Глэдни             | |
| 2023 | Барби                                                    | Barbie                                   | N/A                        | Режиссёр |

## Награды и номинации
| Премия                              | Год  | Фильм               | Категория                                | Результат |
| ----------------------------------- | ---- | ------------------- | ---------------------------------------- | --------- |
| «Оскар»                             | 2018 | «Леди Бёрд»         | Лучший режиссёр                          | Номинация |
| «Оскар»                             | 2018 | «Леди Бёрд»         | Лучший оригинальный сценарий             | Номинация |
| «Оскар»                             | 2020 | «Маленькие женщины» | Лучший адаптированный сценарий           | Номинация |
| «Оскар»                             | 2024 | «Барби»             | Лучший адаптированный сценарий           | Номинация |
| «Золотой глобус»                    | 2014 | «Милая Фрэнсис»     | Лучшая женская роль — комедия или мюзикл | Номинация |
| «Золотой глобус»                    | 2018 | «Леди Бёрд»         | Лучший сценарий                          | Номинация |
| BAFTA                               | 2018 | «Леди Бёрд»         | Лучший оригинальный сценарий             | Номинация |
| BAFTA                               | 2020 | «Маленькие женщины» | Лучший адаптированный сценарий           | Номинация |
| «Выбор критиков»                    | 2014 | «Милая Фрэнсис»     | Лучшая комедийная актриса                | Номинация |
| «Выбор критиков»                    | 2016 | «Женщины XX века»   | Лучшая женская роль второго плана        | Номинация |
| «Выбор критиков»                    | 2016 | «Женщины XX века»   | Лучший актёрский состав                  | Номинация |
| «Выбор критиков»                    | 2018 | «Леди Бёрд»         | Лучший режиссёр                          | Номинация |
| «Выбор критиков»                    | 2018 | «Леди Бёрд»         | Лучший оригинальный сценарий             | Номинация |
| «Выбор критиков»                    | 2020 | «Маленькие женщины» | Лучший режиссёр                          | Номинация |
| «Выбор критиков»                    | 2020 | «Маленькие женщины» | Лучший адаптированный сценарий           | Победа    |
| «Независимый дух»                   | 2011 | «Гринберг»          | Лучшая женская роль                      | Номинация |
| «Независимый дух»                   | 2018 | «Леди Бёрд»         | Лучший сценарий                          | Победа    |
| «Спутник»                           | 2018 | «Леди Бёрд»         | Лучший режиссёр                          | Номинация |
| «Спутник»                           | 2018 | «Леди Бёрд»         | Лучший оригинальный сценарий             | Номинация |
| «Спутник»                           | 2018 | «Леди Бёрд»         | Auteur Award                             | Победа    |
| Национальный совет кинокритиков США | 2017 | «Леди Бёрд»         | Лучший режиссёр                          | Победа    |
| Премия Гильдии режиссёров США       | 2018 | «Леди Бёрд»         | Лучший режиссёр                          | Номинация |
| Премия Гильдии сценаристов США      | 2018 | «Леди Бёрд»         | Лучший оригинальный сценарий             | Номинация |
| Премия Гильдии сценаристов США      | 2020 | «Маленькие женщины» | Лучший адаптированный сценарий           | Номинация |